# Теудеберт (герцог Баварії)
Теудеберт або Теодеберт (*Theodebert, Theudebert, бл. 685  —719/725) — герцог Баварії у 716—719/725 роках.

## Життєпис

### Молоді роки
Походив з роду Агілольфінгів. Був старшим сином Теодона II, герцога Баварії та його дружини Фолхайд. Замолоду став залучатися до політичних справ.
У 702 році Теудеберт отримав в управління місто Зальцбург і його околиці. Тут він сприяв місіонеру Руперту в християнізації місцевого населення, засновувавши разом з ним церкву святого Петра в Зальцбурзі і Ноннберзьке абатство. Втім у Теудеберта відбувалися конфлікти з Рупертом, тому батькові доводилося виступати посередником в сварках Теудеберта з місіонером.
У 711 або 712 році важко хворий Теодон II зробив Теудеберта своїм свівволодарем. З цього часу до смерті батька резиденція Теудебертом, можливо, була перенесена до Раніборни (сучасне м. Регенсбург).
Незабаром після цього Теудеберт очолив баварське військо, що рушило разом з лангобардцями-вигнанцями під орудою Анспранда. В результаті військової кампанії, перебіг якої достеменно невідомий, Аріперт II, король лангобардів, зазнав поразки та потонув в річці Тічино, намагаючись втекти до своїх союзників франків. Вже березні 712 року Теудеберт допоміг Анспранду посісти трон Лангобардського королівства.
Для зміцнення союзу з лангобардами, було укладено шлюбний договір між Лютпрандом, новим королем лангобардів. Дружиною його можливо була донька Теудеберта.
715 року після розділу баварських володінь Теодона II Теудеберт зберіг за собою Зальцбург з навколишніми землями.

### Герцог
Після смерті батька отримує титул герцога, проте розподіл Баварії зберігся до самої смерті Теудеберта. Втім невдовзі вступив у конфлікт з братами. Можливо, на цей час припадає свідоцтво Павла Диякона про завоювання лангобардським королем Лютпрандом на початку свого правління «багатьох укріплених міст Баварії». Ймовірно, що король лангобардів міг втрутитися в конфлікт між своїми баварськими родичами, і, напевне, підтримав в ньому Теудеберта. Точно невідомо, чи були пов'язані з цими міжусобицями смерті двох братів Теудебертом, Теудебальда і Тассілона II. Вони обидва померли близько 719 року, після чого їх володіння були розділені між Теудебертом і Грімоальдом II.
Продовжив політику щодо підтримки християнської церкви. Збереглася хартія, в якій Теудеберт та його дружина надали Ноннберзькому абатству в дар одне зі своїх володінь. В «Житії Руперта» також згадується про багаті пожертвування, передані Теудебертом церкві Святого Петра в Зальцбурзі.
Дата смерті Теудебертом невідома. За одними припущеннями, він помер незабаром після смерті Теудебальда і Тассілона II, за іншими — трохи пізніше, вже в першій половині 720-х років. Володіння Теудебертом успадкував його син Хугберт.

## Родина
Першою дружиною ймовірно була Імма, донька герцога Алеманії. Дітьми були донька Алдеґунда та Сванавальда. Остання була дружиною Карла Мартелла. Втім за іншими версіями вони були доньками Тассілона II.
У низці хронік дружиною Теудеберта названа Регінтруда. Деякі джерела згадують про неї як про доньку короля франків — Дагоберта I або Хільдеберта III. Однак походження Регінтруди з династії Меровінгів малоймовірно. Швидше за все, її батьком був граф палацу Гугоберт, а матір'ю — Ірміна Еранська.
Діти:
- Хугберт (д/н—737), герцог Баварії у 725—737 роках